# Никс, Йоханнес
Йоханнес Адольф Никс (эст. Johannes Adolf Niks; в СССР — Иоханнес Яанович Никс; 17 (30) мая 1912, Ревель — 31 октября 1997, Мярьямаа) — эстонский футболист, нападающий. Выступал за сборную Эстонии.

## Биография
Начал заниматься футболом в возрасте за 20 лет в клубе «Метеор» (Таллин). В 1935 году перешёл в таллинский «Калев», выступавший в высшем дивизионе Эстонии. В сезоне 1935 года занял шестое место среди бомбардиров с 4 голами, в 1936 году — пятое место с 11 голами. В сезоне 1937/38 выступал за клуб «Эстония» (Таллин), с которым стал чемпионом страны и лучшим бомбардиром турнира с 17 мячами (ряд других источников сообщает, что часть сезона 1937/38 или весь сезон игрок выступал за «Калев», ставший в итоге бронзовым призёром). На следующий год вернулся в «Калев» и стал вторым бомбардиром чемпионата (10 голов). Финалист Кубка Эстонии 1938/39. Всего в высшем дивизионе независимой Эстонии забил 44 гола.
В сборной Эстонии сыграл единственный матч 17 августа 1938 года против Финляндии (1:3).
В 1941 году был мобилизован в Красную Армию, участник Великой Отечественной войны, в том числе принимал участие в боях под Великими Луками. Награждён орденом Отечественной войны II степени (1985).
После войны работал директором 8-летней школы.

## Личная жизнь
Родители — Яан Никс (1858—1925) и Мария Куррина (1882—?).